# Newburyport
Newburyport is een plaats (city) in de Amerikaanse staat Massachusetts, en valt bestuurlijk gezien onder Essex County.

## Demografie
Bij de volkstelling in 2000 werd het aantal inwoners vastgesteld op 17.189.
In 2006 is het aantal inwoners door het United States Census Bureau geschat op 17.303, een stijging van 114 (0.7%).

## Geografie
Volgens het United States Census Bureau beslaat de plaats een oppervlakte van
27,4 km², waarvan 21,7 km² land en 5,7 km² water.

## Plaatsen in de nabije omgeving
De onderstaande figuur toont nabijgelegen plaatsen in een straal van 16 km rond Newburyport.

## Bekende inwoners van Newburyport

### Geboren
- William Lloyd Garrison (1805-1879), journalist en abolitionist
- Robert Mulliken (1896-1986), fysicus, chemicus en Nobelprijswinnaar (1966)
- Judith Hoag (1968), actrice
- Joe Keery (1992), acteur

### Overleden
- Timothy Dexter (1747-1806), zakenman